# أبيل لوتشياتا
أبيل لوتشياتا (بالإسبانية: Brian Abel Luciatti) (18 فبراير 1993 في الأرجنتين – )؛ هو لاعب كرة قدم كان يلعب كمدافع.

## وصلات خارجية
- أبيل لوتشياتا على موقع رابطة كرة القدم اليابانية للمحترفين (اليابانية)
- أبيل لوتشياتا على موقع قاعدة بيانات كرة القدم.إي يو (الإنجليزية)
- أبيل لوتشياتا على موقع Soccerway.com (الإنجليزية)
- أبيل لوتشياتا على موقع عالم كرة القدم.نت (الإنجليزية)